# Wings (Bonnie Tyler-album)
A Wings Bonnie Tyler 2005-ben megjelent albuma, melyen hallható a Louise című sláger, melyhez Tunéziában forgattak videóklipet, valamint két régi klasszikus is helyet kapott (Total Eclipse of the Heart, It's a Heartache) új hangszerelésben. Többféle verzióban került kiadásra, a világ minden táján.

## Az albumról
2005-ben Bonnie Tyler a francia Stick Music lemezkiadóval kötött szerződést. A párizsi székhelyű lemezkiadó 2005. május 14-én adta ki a Wings című albumot, Bonnie 15. stúdióalbumát.
A producer John Stage volt. Paul D. Fitzgerald és Bonnie Tyler közösen írták az album dalainak többségét. A lemez első slágergyanús dala a Louise, melyet az énekesnő angol illetve angol-francia nyelven is elénekelt és mindkét verzió helyet kapott a lemezen. A dalhoz a videóklipet Tunézia tengerpartján, az Ydra nevű hajóroncsban készítették. Az ott készült fotók egy részét a később megjelent lemezek borítójának is felhasználták.
Bonnie Tyler a Celebrate című dalt is két nyelven énekli, utóbbi Chante Avec Moi címmel került az albumra.
A Wings két régi Bonnie Tyler slágert is tartalmaz, felújított, újrahangszerelt változatban. Az It's a Heartache és a Total Eclipse of the Heart 2005-ös verziói is ezen az albumon jelentek meg.
Az albumra két dal írt Stuart Emerson, akivel Bonnie Tyler először 1995-ben dolgozott együtt a Free Spirit című lemezen. Csak úgy, mint akkor, most is a dalokban Lorraine Crosby, azaz Mrs. Loud vokálozott. Az I'll Stand by You című dalt pedig duettben éneklik.
Az első kislemez a Louise cím dalból készült és csak a dal kétféle változatát tartalmazta. Később a Celebrate című dalból is készült kislemez promóciós célra. Ezen a kiadványon már négy dal szerepelt, illetve a Louise című dal videóklipje.
2006. június 12-én a Stick Music az Egyesült Királyságban Celebrate címmel, megváltoztatott borítóval és dallistával adta ki a regionális változatot. A kiadvány a Bonnie on Tour LIVE DVD előhírnöke volt, ugyanis a 12 dal mellett 2 bónusz videó is felkerült a lemezre a DVD-ről. Ennek kapcsán ismét kiadták a Louise és a Celebrate kislemezeket és mindegyikre kerültek videóklipek és élő koncertfelvételek.

## Kiadások

### Világkiadás
| #  | Dalcím                                    | Zeneszerző                          | Producer       | Hossz |
| -- | ----------------------------------------- | ----------------------------------- | -------------- | ----- |
| 1  | Louise (Original Version)                 | Paul D. Fitzgerald; Bonnie Tyler    | John Stage     | 3:45  |
| 2  | Celebrate (Original Version)              | Karen Drotar; Bonnie Tyler          | John Stage     | 2:55  |
| 3  | Driving Me Crazy                          | Karen Drotar; Bonnie Tyler          | John Stage     | 3:20  |
| 4  | Hold Out Your Heart                       | Paul D. Fitzgerald; Bonnie Tyler    | John Stage     | 3:52  |
| 5  | Run Run Run                               | Karen Drotar; Bonnie Tyler          | John Stage     | 3:26  |
| 6  | Wings                                     | Paul D. Fitzgerald; Bonnie Tyler    | John Stage     | 4:02  |
| 7  | It’s a Heartache (Version 2005)           | Scott/Wolfe                         | John Stage     | 3:19  |
| 8  | Stand Up                                  | A. Rozenblat; Y. Shah; Bonnie Tyler | John Stage     | 3:32  |
| 9  | Crying In Berlin                          | Paul D. Fitzgerald; Bonnie Tyler    | John Stage     | 3:34  |
| 10 | Total Eclipse of the Heart (Version 2005) | Jim Steinman                        | John Stage     | 3:50  |
| 11 | I’ll Stand By You (feat. Lorraine Crosby) | Stuart Emerson                      | Stuart Emerson | 4:17  |
| 12 | All I Need Is Love                        | Stuart Emerson                      | Stuart Emerson | 4:46  |
| 13 | I Won’t Look Back                         | Paul D. Fitzgerald; Bonnie Tyler    | John Stage     | 3:35  |
| 14 | Streets of Stone                          | Paul D. Fitzgerald; Bonnie Tyler    | John Stage     | 3:27  |
| 15 | Chante Avec Moi                           | Karen Drotar; Bonnie Tyler          | John Stage     | 2:55  |
| 16 | Louise (Il Est Mon Homme)                 | Paul D. Fitzgerald; Bonnie Tyler    | John Stage     | 3:45  |

### Távol-keleti kiadások
A japán kiadás öt hónappal az európai megjelenés után került forgalomba. A lemezhez tartozik egy speciális OBI strip információs kártya valamint a dalok angol és japán nyelvű szövege.
A tajvani kiadás hasonló a japánhoz, az eredeti album dalait tartalmazza extra felvételek nélkül. Viszont csak az eredeti, angol nyelvű szövegkönyv tartozik hozzá. A speciális OBI strip pedig teljesen átölelni a hátsó borítót, amelyre egy rövid karriertörténet is felkerült illetve albuminformációk mandarin nyelven.

### Regionális kiadás
| #                        | Dalcím                                     | Zeneszerző                          | Producer       | Hossz |
| ------------------------ | ------------------------------------------ | ----------------------------------- | -------------- | ----- |
| 1                        | Driving Me Crazy                           | Karen Drotar; Bonnie Tyler          | John Stage     | 3:20  |
| 2                        | All I Need Is Love (Live Version)          | Stuart Emerson                      | Stuart Emerson | 3:30  |
| 3                        | Louise (Original Version)                  | Paul D. Fitzgerald; Bonnie Tyler    | John Stage     | 3:45  |
| 4                        | Hold Out Your Heart                        | Paul D. Fitzgerald; Bonnie Tyler    | John Stage     | 3:52  |
| 5                        | Run Run Run                                | Karen Drotar; Bonnie Tyler          | John Stage     | 3:26  |
| 6                        | Celebrate (Original Version)               | Karen Drotar; Bonnie Tyler          | John Stage     | 2:55  |
| 7                        | Stand Up                                   | A. Rozenblat; Y. Shah; Bonnie Tyler | John Stage     | 3:32  |
| 8                        | Streets of Stone                           | Paul D. Fitzgerald; Bonnie Tyler    | John Stage     | 3:27  |
| 9                        | Wings                                      | Paul D. Fitzgerald; Bonnie Tyler    | John Stage     | 4:02  |
| 10                       | I Won’t Look Back                          | Paul D. Fitzgerald; Bonnie Tyler    | John Stage     | 3:35  |
| 11                       | Crying In Berlin                           | Paul D. Fitzgerald; Bonnie Tyler    | John Stage     | 3:34  |
| 12                       | I’ll Stand By You (feat. Lorraine Crosby)  | Stuart Emerson                      | Stuart Emerson | 4:17  |
| Bonus CD ROM videóklipek |                                            |                                     |                |       |
| 13                       | Louise Video                               | Paul D. Fitzgerald; Bonnie Tyler    | John Stage     | 3:45  |
| 14                       | It’s A Heartache (Live At La Cigale) Video | Scott/Wolfe                         | John Stage     | 5:00  |

Csak Nagy Britanniában került forgalomba a kiadvány változtatott tartalommal és borítóval Celebrate címmel. Nem tartalmazza Total Eclipse of the Heart és It's A Heartache című slágerének 2005-ös verzióját, sem pedig a Louise illetve Celebrate című dalának francia nyelvű átdolgozását így a 16 dal helyett csupán 12 dal hallható, viszont két videó is került a korongra. Louise című slágerének videóklipje illetve It's A Heartache című dala élőben a párizsi születésnapi koncertjén. A lemezre felkerült 2 klip a 2006-ban megjelent Bonnie On Tour LIVE DVD előhírnöke és promóciós videói. Az albumra az All I Need is Love című dalának egyik ismeretlen helyen rögzített 3 perc 30 másodperces koncertfelvétele került fel, amelyet a lemezborító tévesen a 4 perc 46 másodperc hosszúságú albumverziót tünteti fel és nem jelzi, hogy élő felvétel lenne.

### Speciális kiadások
The Complete Bonnie Tyler DVD + Bonus CD
- CD - Teljes Wings album
- DVD - Bonnie on Tour Live DVD

The Complete Bonnie Tyler címmel jelent meg 2007-ben Japánban, Hongkongban, Szingapúrban valamint egyedüliként Chilében. A különleges kiadás része a 2005-ös Wings album 16 dallal valamint a 2006-ban megjelent Bonnie On Tour LIVE DVD melyen franciaországi élő születésnapi koncertje, továbbá lemezbemutató turnéjának fontosabb állomásai, történései, betekintést enged a kulisszák mögé dalszövegekkel és fotógalériával bő 100 percben, normál, dupla DVD tokban 0-s régiókóddal az Axis kiadó gondozásában.
Wings + Bonnie on Tour LIVE DVD
- CD - Teljes Wings album
- DVD - Bonnie On Tour Live DVD

Ellentétes kiadása a The Complete Bonnie Tyler kiadványnak, ugyanis itt a Wings című CD-hez lett hozzácsatolva a Live DVD és normál, kétlemezes DVD tok helyett, a Wings CD-t bővítettek ki kétlemezesre így gyakorlatilag a csomagolása lett más mégis egyedi. Csak Taiwanban került forgalomba 2006-ban.

## A produkció

### Zenészek
- billentyűs hangszerek
  - Fred Andrews: 1, 7, 9, 10, 16
  - John Stage: 1, 2, 3, 4, 5, 6, 8, 13, 14, 15, 16
  - Saint James II.:3, 4, 13, 14
  - Paul D. Fitzgerald: 3, 4, 13, 14
  - Stuart Emerson: 11, 12
- gitár
  - Sebastian Heurtault: 1, 2, 4, 5, 7, 8, 9, 10, 13, 14, 15, 16
  - Eric Stezycki: 3, 4, 5, 6
  - P. D. Fitzgerald: 4, 13, 14
  - Stuart Emerson: 11, 12
- dobok:
  - Jannick Top: 1, 2, 3, 4, 5, 6, 7, 8. 9. 10. 13. 14. 15. 16
  - Stuart Emerson: 11, 12
- harmonika:
  - Loic Taillebrest: 2, 15
- vokál:J. J. Sonbrun, Laura Lahcene, Fanny Llado, John Stage, Karen Drotar, Lorraine Crosby (Mrs. Loud)

### Stúdiók
- Pasteur Studio Paris: 1, 2, 3, 4, 5, 6, 7, 8, 9, 10. 13. 14. 15. 16
- Emersong Studio: 11, 12

### Producerek, közreműködők
- Executive producer: John Stage
- Management: Lionel Ducos
- Nemzetközi koordinátor: Kareen Drotar
- Nemzetközi manager: Robert Sullivan
- Fotók:Bertrand Levet, John Stage, Robert Sullivan, P. D. Fitzgerald
- Dizájn: Pop at Work
- Web programozás: wisualbright.com

## Kislemezek

### Louise (Promo single 2005)
| # | Dalcím                  | Zeneszerző                 | Producer   | Hossz |
| - | ----------------------- | -------------------------- | ---------- | ----- |
| 1 | Louise (Album Version)  | P. D. Fitzgerald; B. Tyler | John Stage | 3:48  |
| 2 | Louise (French Version) | P. D. Fitzgerald; B. Tyler | John Stage | 3:45  |

### Celebrate
| # | Dalcím                       | Zeneszerző                 | Producer       | Hossz |
| - | ---------------------------- | -------------------------- | -------------- | ----- |
| 1 | Celebrate (Original Version) | Karen Drotar; B. Tyler     | John Stage     | 2:55  |
| 2 | Run, Run, Run                | Karen Drotar; B. Tyler     | John Stage     | 3:25  |
| 3 | All I Need Is Love           | Stuart Emerson             | Stuart Emerson | 4:45  |
| 4 | Driving Me Crazy             | Karen Drotar; B. Tyler     | John Stage     | 3:20  |
| 5 | Louise (Video)               | P. D. Fitzgerald, B. Tyler | John Stage     | 3:40  |

### Louise 2006
| # | Dalcím                                 | Zeneszerző                 | Producer   | Hossz |
| - | -------------------------------------- | -------------------------- | ---------- | ----- |
| 1 | Louise (Album Version)                 | P. D. Fitzgerald; B. Tyler | John Stage | 3:48  |
| 2 | Hold Out Your Heart (Live)             | P. D. Fitzgerald; B. Tyler | John Stage | 4:00  |
| 3 | Louise (Video)                         | P. D. Fitzgerald; B. Tyler | John Stage | 3:40  |
| 4 | Driving Me Crazy (Live Video in Paris) | P. D. Fitzgerald; B. Tyler | John Stage | 3:45  |

## Videóklip
- Wing album promóció
- Louise

## Tolistás helyezés
| Wings         | Legjobb helyezés |
| ------------- | ---------------- |
| Franciaország | 133              |
| Amazon.fr     | 6                |
| Norvégia      | 50               |

| Louise single      | Legjobb helyezés |
| ------------------ | ---------------- |
| Lengyelország      | 7                |
| France Dance Chart | 20               |